# Museum Dr. Guislain

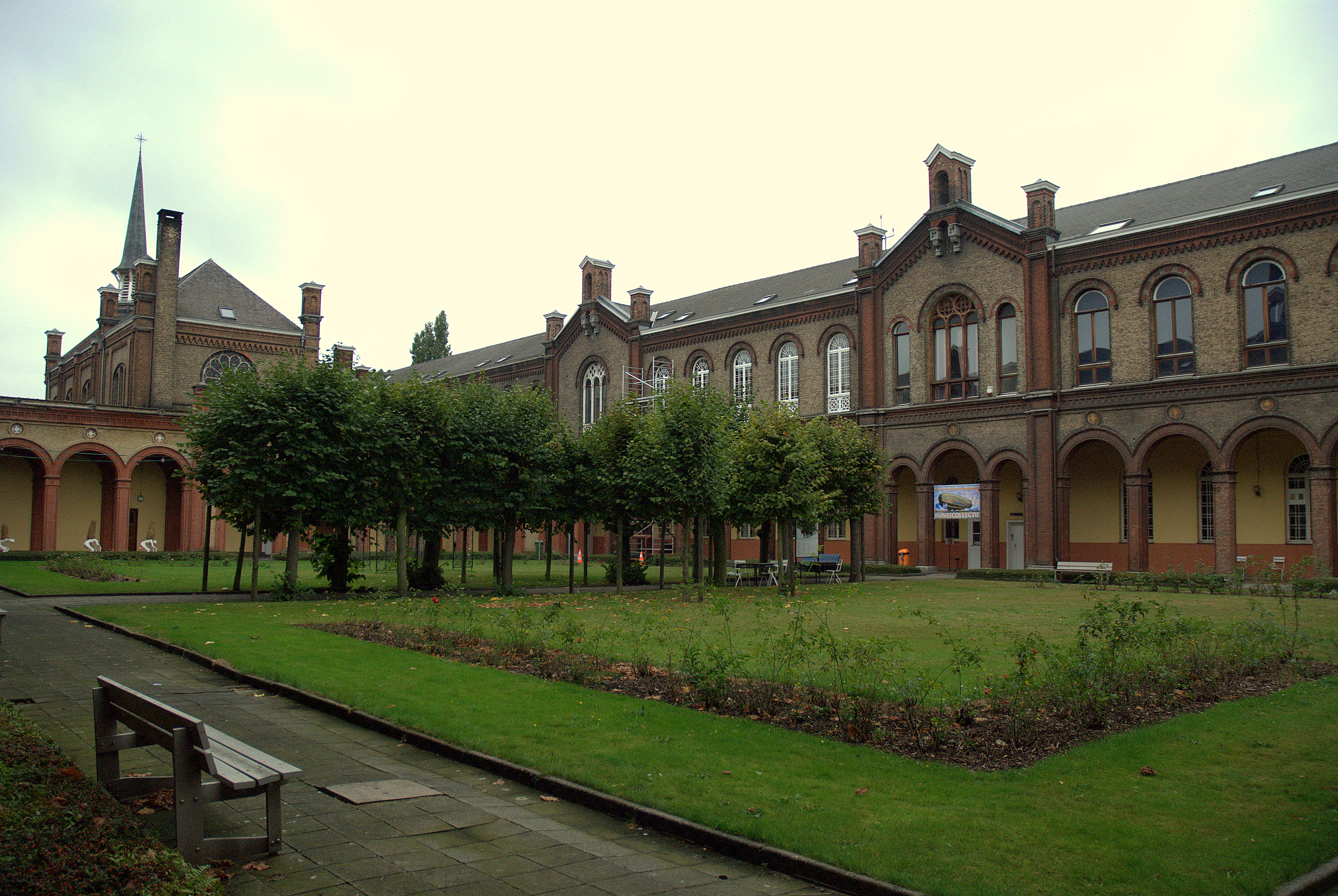
Het museum

Het Museum Dr. Guislain is een museum in Gent waarin de geschiedenis van de psychiatrie wordt weergegeven aan de hand van gebruiksvoorwerpen, kunst en onderzoek. Het museum opende zijn deuren in 1986. Het is ondergebracht in het oude ziekenhuis op het terrein van Psychiatrisch Centrum Dr. Guislain te Gent, genoemd naar de psychiater Jozef Guislain. Naast het ontsluiten van de uitgebreide vaste collectie met waardevol medisch erfgoed, organiseert het museum  elk jaar een drie- tot viertal exposities.
Vaste presentatie
- Op losse schroeven: een tentoonstelling over de geschiedenis en actualiteit van de psychiatrie.
- De Kabinetten: een tentoonstelling outsiderkunst met daarin onder meer enkele beelden van Nek Chand.

Vaste collectie
- Museum Dr. Guislain bekleedt met zijn collectie over de geschiedenis van de psychiatrie en de zorg enerzijds, en kunst en waanzin anderzijds, een unieke positie in België, maar ook internationaal behoort het museum tot de belangrijke spelers. Met zo’n 64.000 geïnventariseerde stukken – waarvan meer dan 10.000 werken in de collectie ‘kunst & waanzin’ – beheert het museum een omvangrijke collectie die niet alleen voor de eigen permanente en tijdelijke tentoonstellingen wordt gebruikt, maar waarvan ook de rijkdom door middel van uitgaande bruiklenen tot uiting komt.

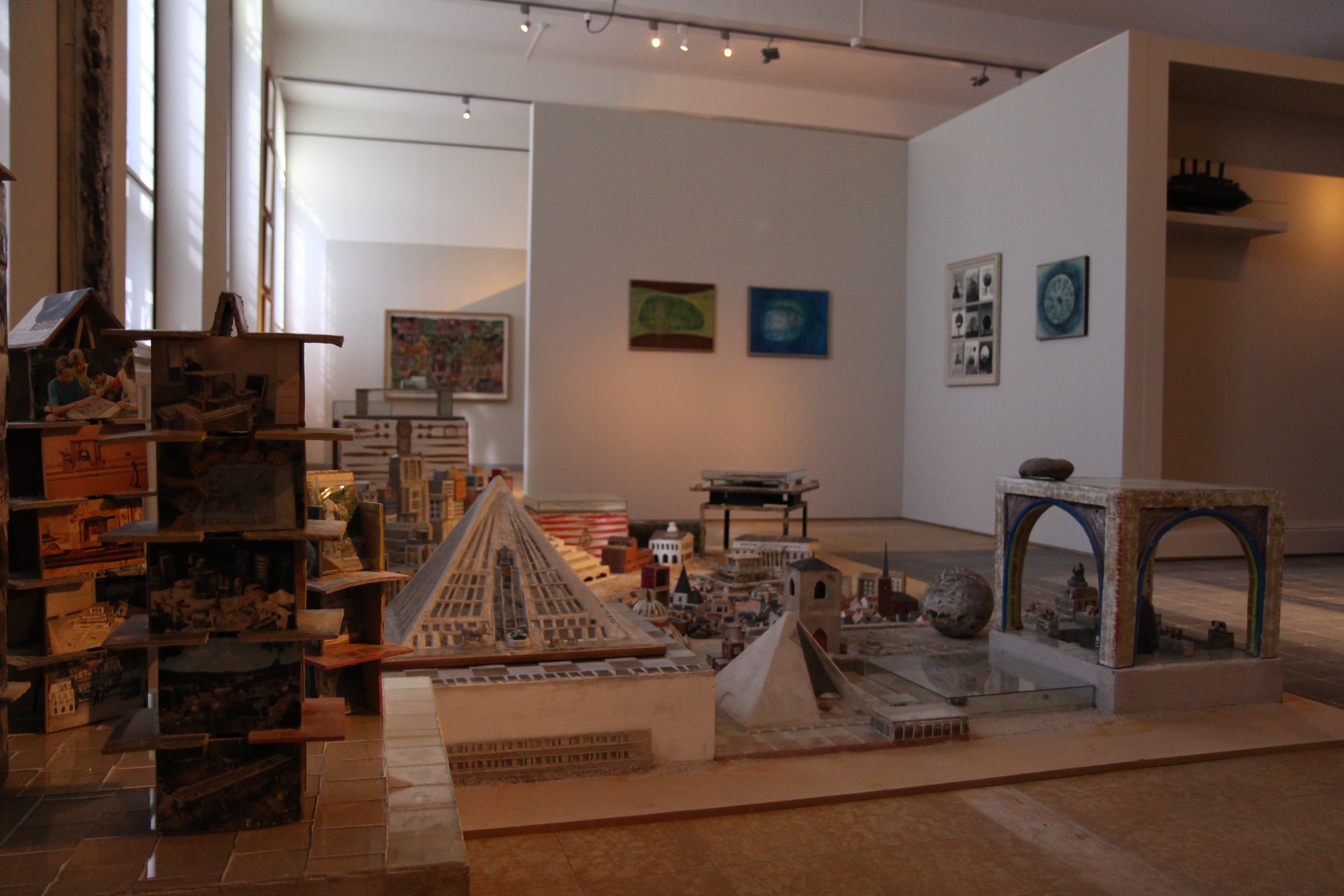
De vaste opstelling Outsiderkunst
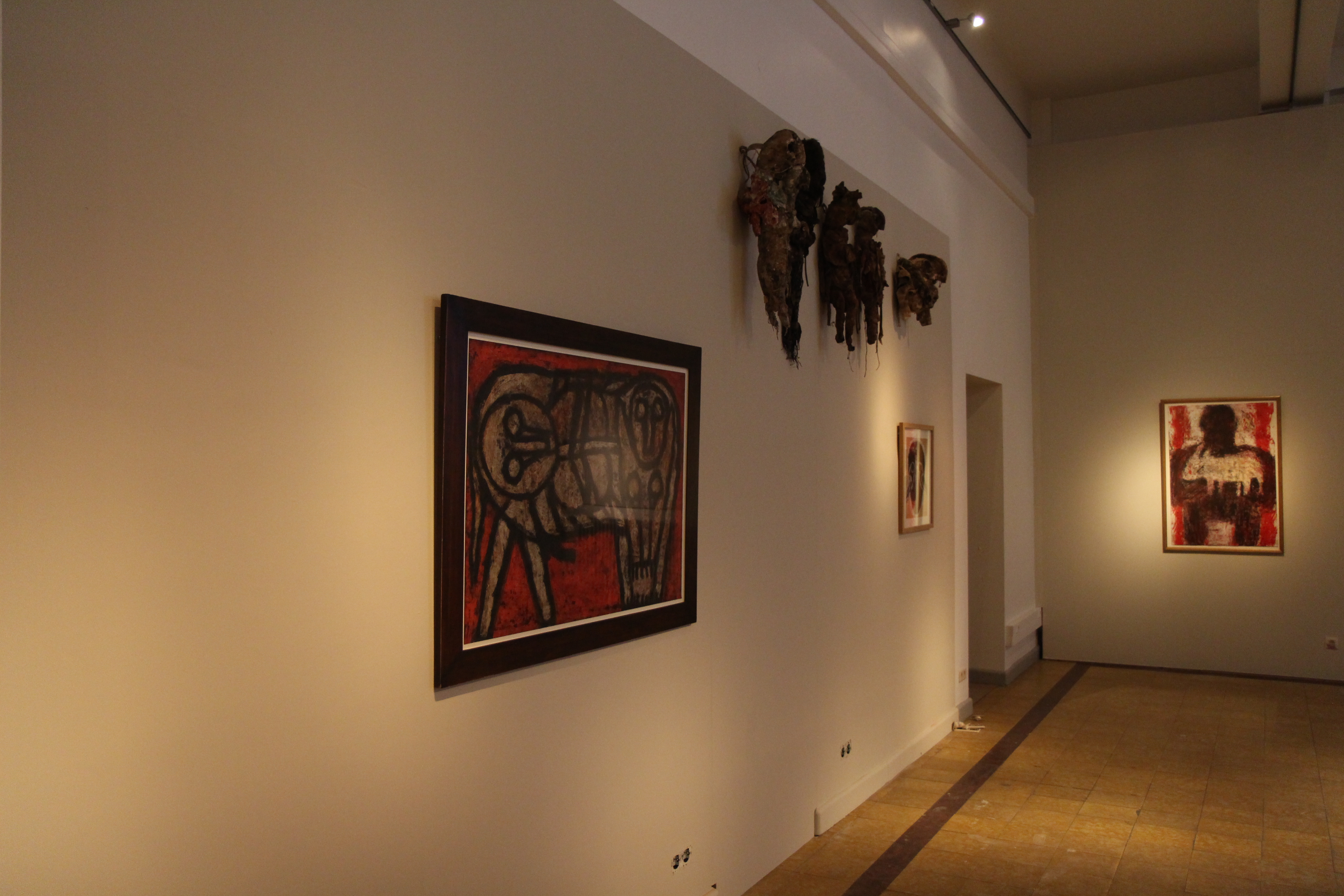
De Kabinetten
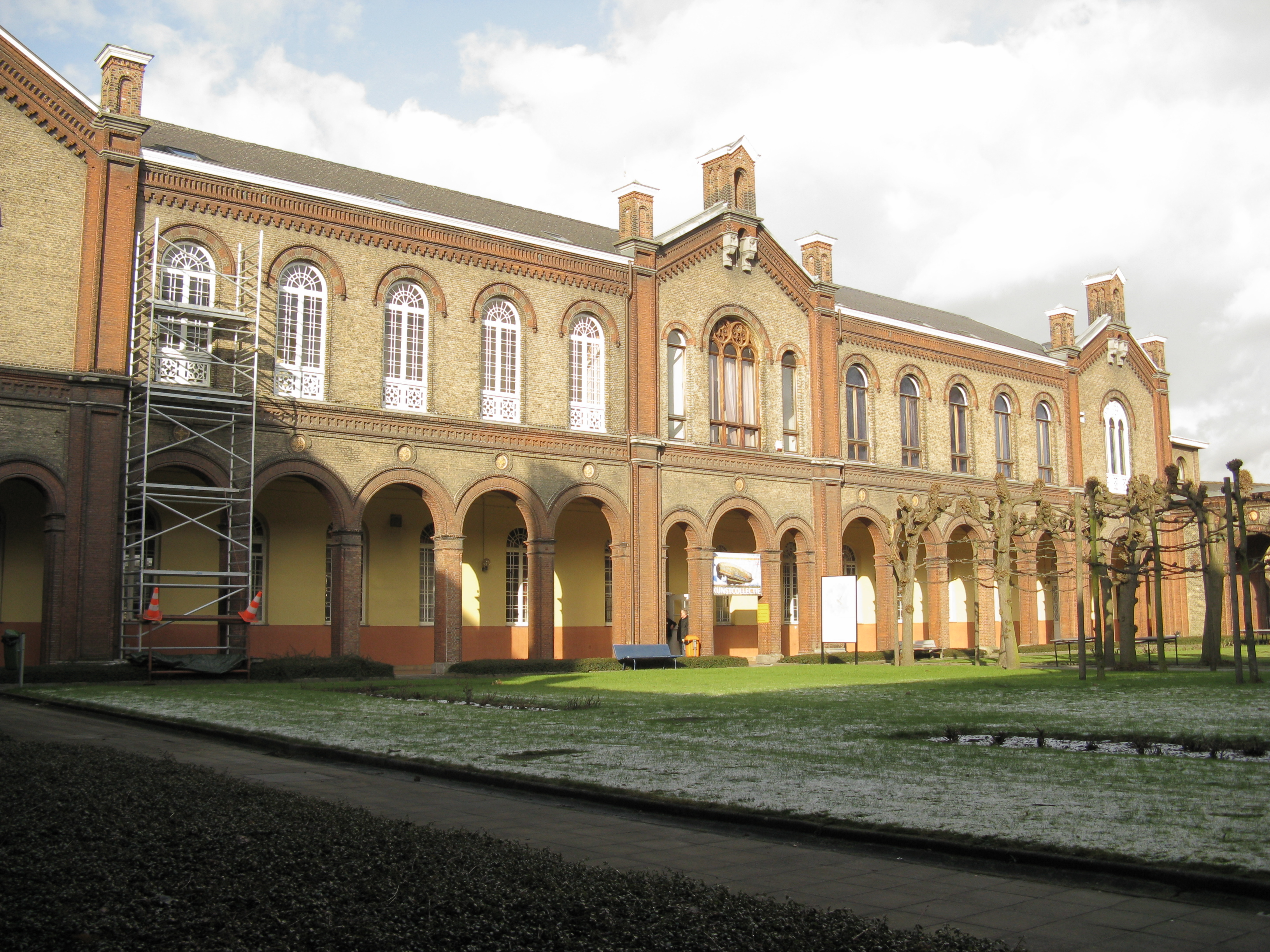
Het oude Hospice Guislain
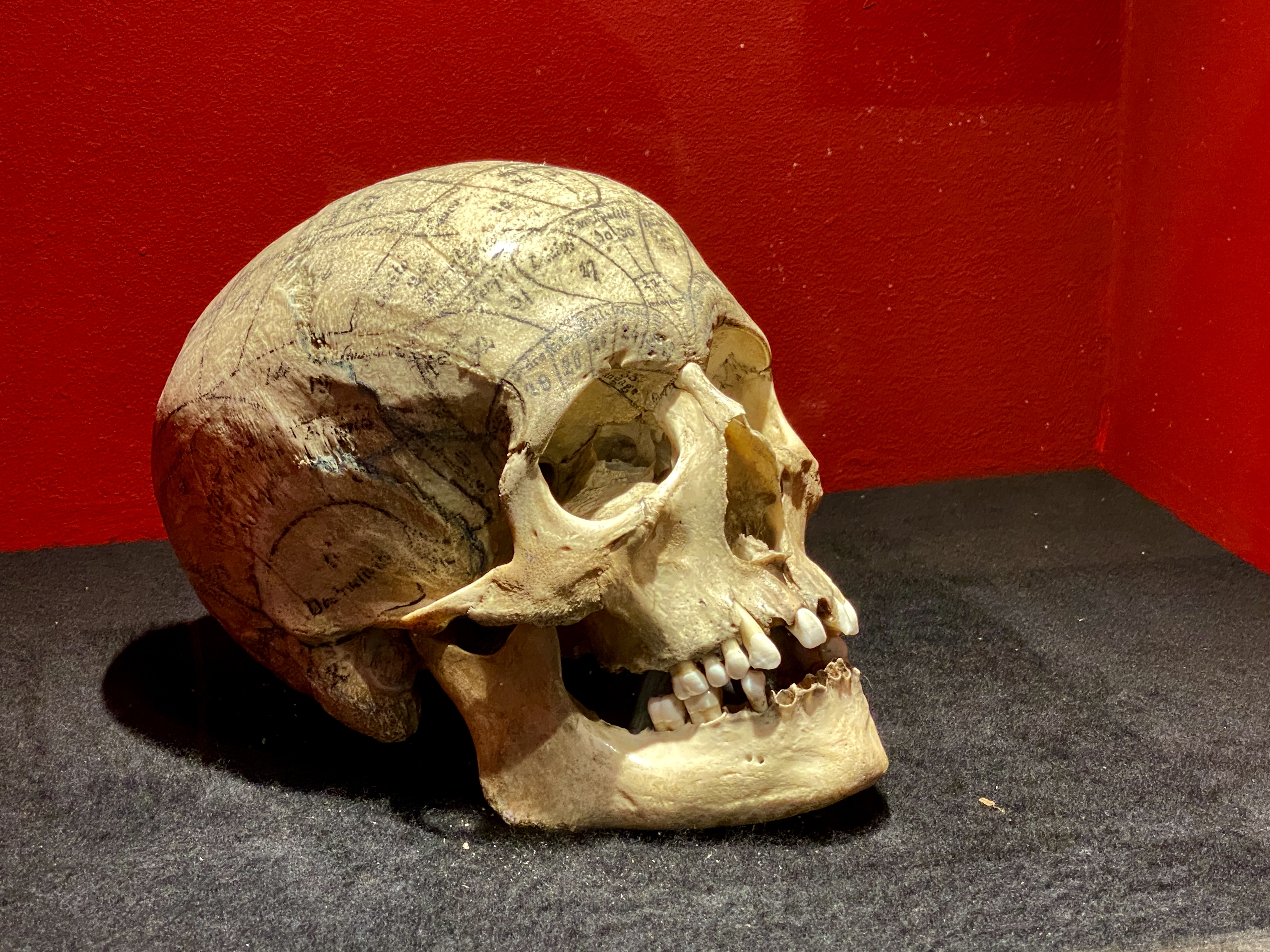

Sinds 2002 heeft het Museum Dr. Guislain de collectie outsiderkunst en naïeve kunst in langdurige bruikleen van de   
Stichting Collectie De Stadshof die haar museum in Zwolle moest sluiten.